# Syrphoctonus forsteri
Syrphoctonus forsteri är en stekelart som beskrevs av Diller 1984. Syrphoctonus forsteri ingår i släktet Syrphoctonus och familjen brokparasitsteklar. Inga underarter finns listade i Catalogue of Life.